# كيفين ليسبي
كيفين ليسبي (بالإنجليزية: Kevin Lisbie)‏ (17 أكتوبر 1978 بلندن في المملكة المتحدة - ) هو لاعب كرة قدم بريطاني في مركز الهجوم. شارك مع منتخب جامايكا لكرة القدم. أما مع النوادي، فقد لعب مع إيبسويتش تاون وتشارلتون أثلتيك وديربي كاونتي وستيفيناغ بوروه وكولتشستر يونايتد وكوينز بارك رينجرز ونادي بارنت ونادي ريدنغ ونادي غيلينغهام ونادي ميلوول ونورويتش سيتي ونادي ليتون أورينت.

## وصلات خارجية
- كيفين ليسبي على موقع قاعدة بيانات كرة القدم.إي يو (الإنجليزية)
- كيفين ليسبي على موقع ناشيونال فوتبول تيمز (الإنجليزية)
- كيفين ليسبي على موقع Soccerbase.com (لاعب) (الإنجليزية)
- كيفين ليسبي على موقع Soccerway.com (الإنجليزية)
- كيفين ليسبي على موقع عالم كرة القدم.نت (الإنجليزية)